# Katedrála svatého Josefa (Sofie)
Katedrála svatého Josefa (bulharsky Катедрален храм Свети Йосиф) je největší katolickou stavbou v Bulharsku, kde se k římskokatolickému vyznání hlásí asi 65 000 věřících.

## Historie
Dějiny katedrály sahají do roku 1878, tehdy na totožném místě začali stavět kostel pro potřeby katolíků žijících v Sofii a okolí. Ještě nedostavěný neobarokní kostel byl v roce 1880 vysvěcen a začal sloužit, první farníci byli převážně stavitelé železniční tratě ze Sofie do Istanbulu a obchodníci z Chorvatska a Albánie. Později byl kostel povýšen na katedrálu, přidružil se k němu klášter pro františkány a byl přistavěn společenský sál.
V závěru 2. světové války, 30. dubna 1944, byl kostel zničen při náletu spojenců na Sofii. Od této doby se liturgická činnost přesunula do jen málo poškozeného společenského sálu. Po válce byla založena nadace pro výstavbu nového kostela, ale za komunistické vlády získané peníze mizely na jiné účely.

## Současnost
Až v roce 2002 byl za přítomnosti papeže Jana Pavla II. položen základní kámen pro novou katedrálu. Na stavbu, kterou vyprojektovali architekti Konstantin Pejev a Stojan Janev, přispívali křesťané z celého světa. Nový svatostánek byl brzy dokončen a 21. května 2006 ho vysvětil vatikánský státní sekretář kardinál Angelo Sodano jménem papeže Benedikta XVI.

## Popis
Katedrála svatého Josefa je největší katolický kostel v Bulharsku. Je obdélníkového půdorysu se sedlovou střechou, je dlouhý 23 m a široký 15 m, má 350 míst k sezení a 1000 míst ke stání. Hlavní část budovy je vysoká 23 m a štíhlá zvonice se čtyřmi zvony dosahuje do výšky 33 m. Nad oltářem je umístěn 7 m vysoký dřevěný kříž s Kristem a pod ním je ikona Panny Marie, kterou na důkaz dobrých vztahů kostelu daroval patriarcha Maxim z Bulharské pravoslavné církve. Po stranách jsou dvě sochy, patron chrámu svatý Josef a patron františkánů svatý František z Assisi.
Katedrála slouží jako konkatedrála katedrály svatého Ludvíka v Plovdivu, kde žije největší katolická komunita v Bulharsku, je spravována řádem menších bratří kapucínů.

## Galerie

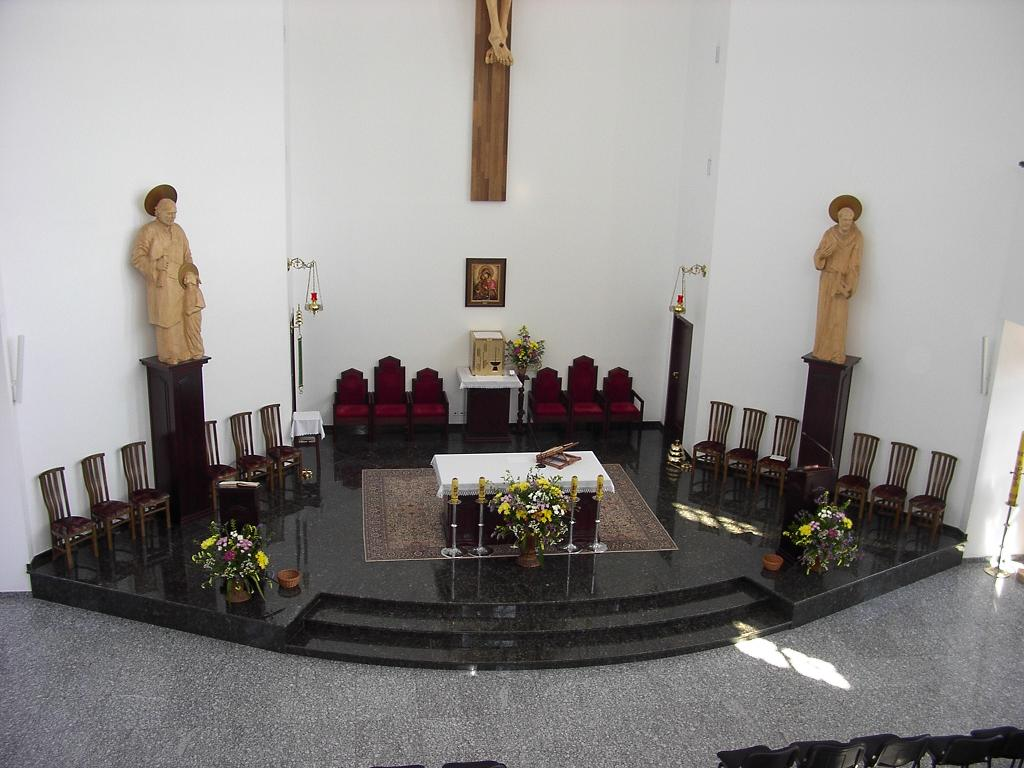
Oltář
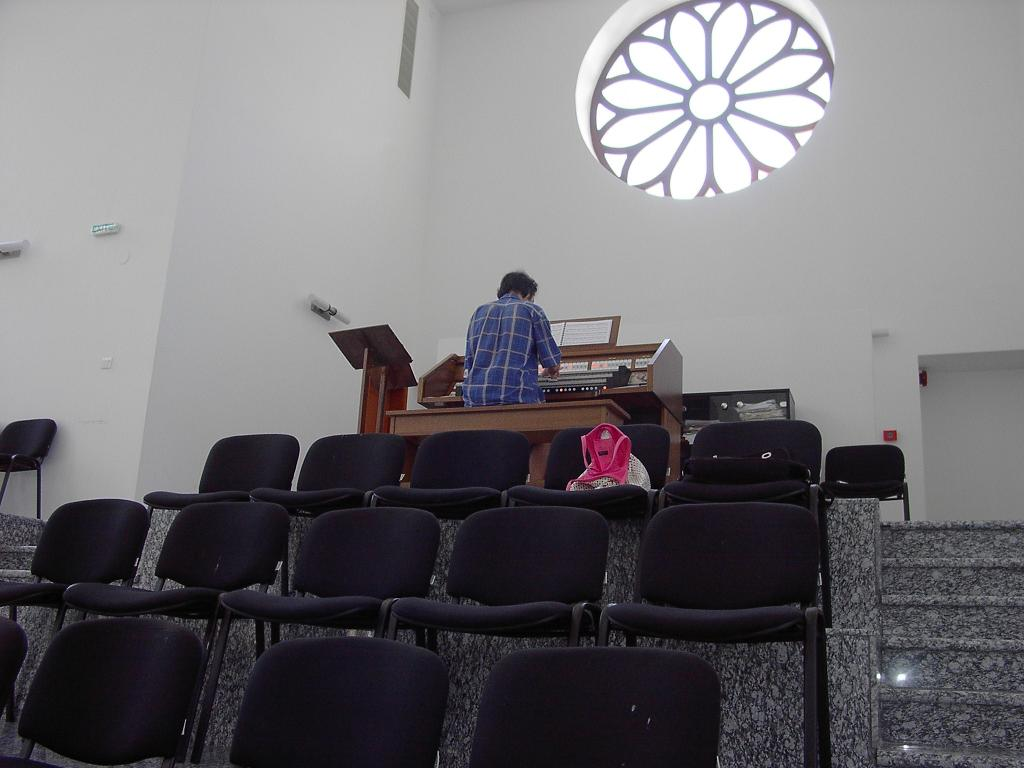
Varhany
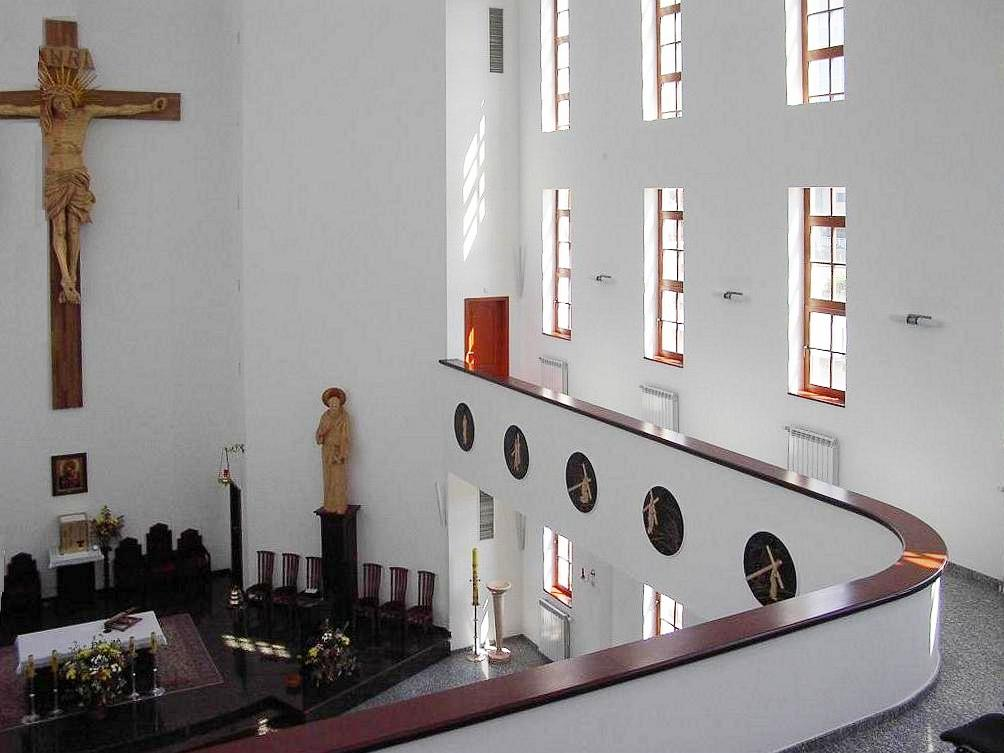
Pohled z kůru
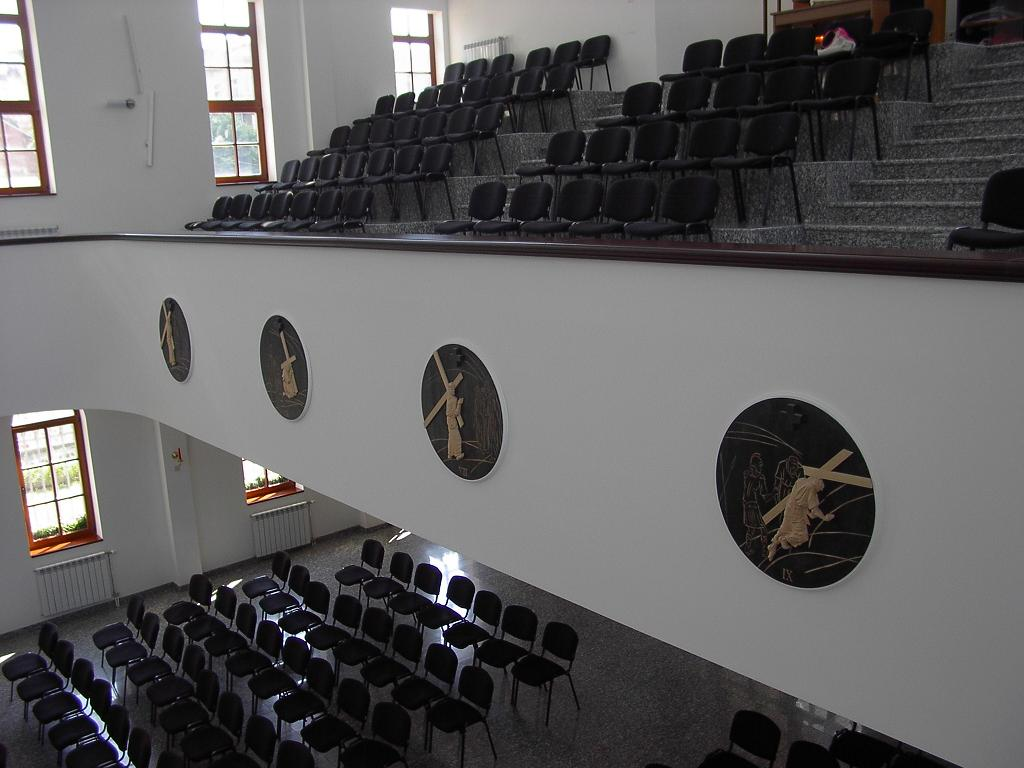
Interiér